# Nord-Ostsee-Bahn
De Nord-Ostsee-Bahn GmbH (kort NOB) is een vervoersmaatschappij uit Kiel. Nord-Ostsee-Bahn is een dochteronderneming van Transdev GmbH. NOB exploiteerde tot 2016 diverse spoorlijnen in Sleeswijk-Holstein en heeft via beide dochterondernemingen Rohde Verkehrsbetriebe concessies in Husum, Eutin en Bad Segeberg en via de Norddeutsche Verkehrsbetriebe GmbH concessies in Niebüll en Rendsburg.

## Geschiedenis

### Spoorwegverkeer
De liberalisering van het reizigersvervoer in Duitsland gaf Connex de mogelijkheid om in het Duitse spoorwegverkeer te stappen. Na een aanbesteding door het deelstaat Sleeswijk-Holstein kreeg de dochteronderneming Nord-Ostsee-Bahn de concessie en nam op 5 november 2000 het reizigersverkeer over op de spoorlijnen Kiel - Husum, Husum - Bad St. Peter Ording en de helft van de lijn Kiel - Neumünster.
Vervolgens heeft NOB geprobeerd een licentie te verkrijgen voor het autotransport tussen Niebüll en Westerland (Sylt) (Sylt-Shuttle). Het plan mislukte in 2003, doordat DB Autozug geen toegang tot de laadterminals gaf. De autotransportwagens werden verkocht.
Na een verrassend faillissement van de concurrent FLEX nam NOB van november 2003 tot december 2005, na een offerteverzoek van de deelstaat Sleeswijk-Holstein, het treinverkeer van FLEX over. Hierbij hoorde ook de langeafstandstrein Flensburg-Express tussen Hamburg - Flensburg - Padborg (Denemarken). Hiervoor werden Dispoloks van het type Baureihe 182 en locomotieven van het type Baureihe 185 ingezet. Deze trokken de voormalige InterConnex-rijtuigen.
De sprong naar tweede grootste spoorwegonderneming vond plaats op 11 december 2005. Bij de nieuwe dienstregeling van 2006 werd de exploitatie op de Marschbahn (Hamburg-Altona - Westerland) van de Deutsche Bahn overgenomen. Hiervoor werd een eigen onderhoudsbedrijf in Husum opgericht. Na opstartproblemen met de stuurstandrijtuigen zorgde de nieuwe rijtuigen van Bombardier en diesellocomotieven van het type MaK DE 2700 (voorheen Siemens ME 26) ervoor dat de exploitatie in januari 2006 op de Marschbahn werd genormaliseerd. De gemeten punctualiteit lag weer in de buurt van andere maatschappijen in Sleeswijk-Holstein. Vele problemen konden sinds de overname van de exploitatie verholpen worden, desalniettemin waren er herhaaldelijk tot april 2007 storingen. De Nord-Ostsee-Bahn leidde een groot deel van de problemen terug aan het nalatige onderhoud van de infrastructuur en vele infrastructurele storingen. De verantwoordelijkheid van de infrastructuur ligt bij DB Netz. Door de "valse start" in december 2005 op de Marschbahn werd het bestuur deels vervangen.
Sinds de cao-onderhandelingen in de winter van 2010-2011 rijdt NOB op de Marschbahn overwegend eenmaal per twee uur. In februari 2011 telde de krant Schleswig-Holsteinische Landeszeitung in totaal 17 stakingen door de machinistenvakbond GDL. Het einde van de reguliere werkonderbrekingen kwam na een akkoord op 4 november 2011.
Tussentijds had de onderneming met de concurrent DB Regio een overeenkomst bereikt om vroegtijdig de exploitatie op de lijn Husum - Schleswig - Rendsburg - Kiel over te dragen. Bij de nieuwe dienstregeling in december 2011 ging een groot deel van de NOB-lijnen in kader van de aanbesteding van de concessie "Nord" over naar DB Regio. Sindsdien reed de Nord-Ostsee-Bahn alleen nog op de Marschbahn, waarvan het contract ook van afliep.
In juli 2015 werd door een besluit van de commissie financiën en economie van de Landdag van Sleeswijk-Holstein vastgesteld dat de Nord-Ostsee-Bahn zijn contract bij de nieuwe dienstregeling van 2017 over moet geven aan DB Regio Nord. Na de aankondiging van de deelstaatregering moest DB Regio het rendabelste aanbod geven aan het OV-bureau van Sleeswijk-Holstein. De concessie wordt geëxploiteerd met het materieel dat door Nord-Ostsee-Bahn werd gebruikt.

### Busverkeer
In januari 2004 werd de meerderheid van de busonderneming Niebüller Verkehrsbetriebe GmbH (NVB) overgenomen. Daarnaast nam de Nord-Ostsee-Bahn rond de jaarwisseling 2005-2006 de in Husum gevestigde busonderneming Rohde Verkehrsbetriebe.
Op 1 januari 2006 nam de als busdochteronderneming van NOB opgerichte Nord-Ostsee-Bus GmbH onder de merknaam Steinburger Linien de stadsbussen in Itzehoe en Glückstadt. De exploitatie van de lijnen zijn aanbesteed via een Europese aanbesteding van de OV-regio Steinburg, wat het gevolg had dat de voorgaande vervoerder die-linie GmbH de concessie niet had gewonnen.
Op 25 juli 2008 is de Niebüller Verkehrsbetriebe en de Nord-Ostsee-Bus versmolten tot de Norddeutsche Verkehrsbetriebe.
Sinds 2013 exploiteert de Nord-Ostsee-Bahn bovendien het stadsverkeer in Bad Segeberg.
Momenteel heeft NOB twee dochterondernemingen in het busverkeer. De Rohde Verkehrsbetriebe exploiteert stadsverkeer in Husum, Eutin en Bad Segeberg. De Norddeutsche Verkehrsbetriebe rijdt bussen in Niebüll onder de regionale naam Niebüller Verkehrsbetriebe (NVB) en sinds 1 januari 2017 ook het stadsverkeer in Rendsburg. Nord-Ostsee-Bahn heeft een meerderheidsbelang in de NVB, de overige aandelen zijn in handen van SCHMIDT-Reisen Klaus und Stefan Schmidt Busreisen GbR uit Dagebüll

## Lijnen
De volgende verbindingen werd door de Nord-Ostsee-Bahn geëxploiteerd:
| Treinsoort | Route                                                                              | Looptijd                            | Materieel                                                                         |
| ---------- | ---------------------------------------------------------------------------------- | ----------------------------------- | --------------------------------------------------------------------------------- |
| RE         | Hamburg-Altona - Elmshorn - Itzehoe - Heide (Holstein) - Husum - Westerland (Sylt) | 11 december 2005 - 10 december 2016 | ER20 / MaK DE 2700 / BR 245 + 6 (=3*2) of 10 (=5*2) Married-Pair-Wagen            |
| RB         | Itzehoe - Wilster - Heide (Holstein)                                               | 11 december 2005 - 10 december 2016 | LINT 54                                                                           |
| RB         | Husum - Niebüll - Westerland (Sylt)                                                | 11 december 2005 - 10 december 2016 | LINT 54                                                                           |
| SHE        | Hamburg Hbf - Elmshorn - Neumünster - Rendsburg - Schleswig - Flensburg - Padborg  | 1 november 2003 - 10 december 2005  | BR 182 Dispo, later BR 185, met ex InterConnex-Z-rijtuigen en stuurstandrijtuigen |
| RB         | Neumünster - Bordesholm - Kiel Hbf                                                 | 5 november 2000 - 4 april 2009      | LINT 41                                                                           |
| RB         | Niebüll - Tønder                                                                   | 2003 - 11 december 2010             | NE 81                                                                             |
| RB         | Husum - Schleswig - Rendsburg - Kiel Hbf                                           | 5 november 2000 - 10 december 2011  | Talent                                                                            |
| RB         | Husum - Tönning - Sankt Peter-Ording                                               | 5 november 2000 - 10 december 2011  | Talent / LINT 41                                                                  |
| RB         | Kiel Hbf - Eckernförde                                                             | 4 april 2009 - 10 december 2011     | LINT 41                                                                           |

Sinds de nieuwe dienstregeling in december 2011 rijdt de NOB alleen nog op de Marschbahn (Hamburg-Altona - Westerland). De andere spoorlijnen zijn overgegaan naar DB Regio Nord, die de aanbesteding had gewonnen. Al voor de start van de concessie waren DB Regio en NOB overeengekomen dat de exploitatieoverdracht eerder plaatsvond. Ook de concessie op de Marschbahn heeft NOB aan DB Regio Nord verloren. Op 11 december 2016 verdween NOB van het Duitse spoorwegennet.

## Materieel
De Nord-Ostsee-Bahn had een groot aantal van eigen, geleasede of gehuurde materieel en rijtuigen van diverse types ter beschikking. Het materieel werd onderhouden in het eigen onderhoudsbedrijf in Husum.

### Treinstellen

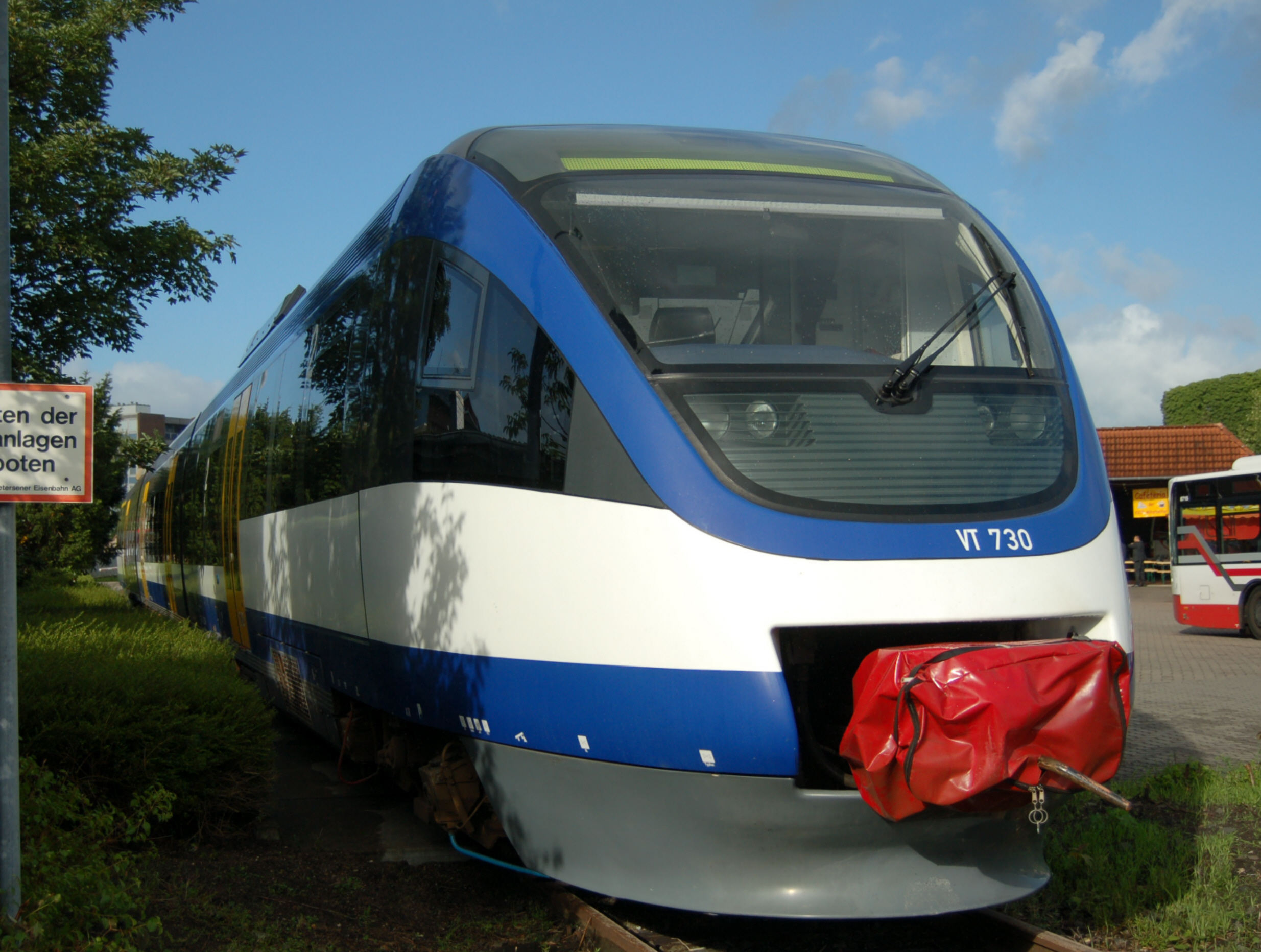
VT 730 in Uetersen (2008)

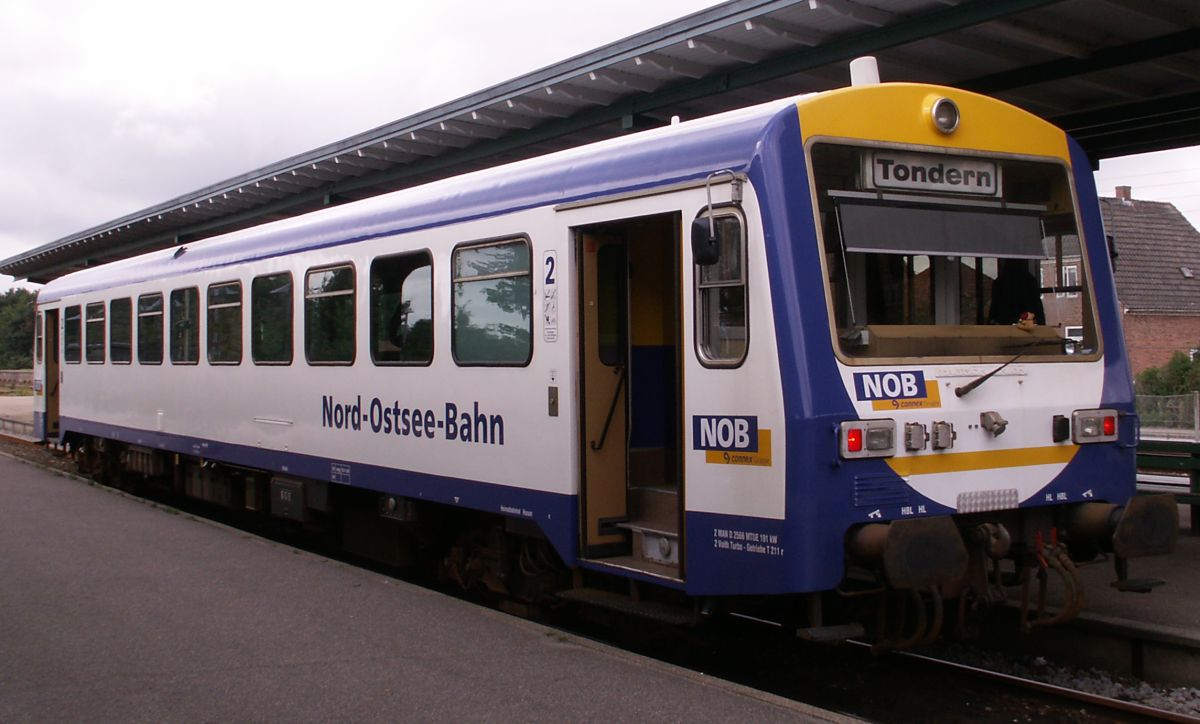
NE 81 van de NOB (2007)

NOB had negen LINT 41- (NOB VT 301 - 309) en drie Talent-treinstellen (VT 728 - 730), welke ondertussen zijn doorgeschoven naar andere maatschappijen van de Transdev-groep. Een NE 81 (NOB VT 411) reed van april 2003 tot december 2010 op de spoorlijn Niebüll - Tønder en werd door de Württembergische Eisenbahn-Gesellschaft gekocht. De stoptreinen (Regionalbahn) werden sinds december 2015 (dienstregeling 2016) door nieuwe treinstellen van het type LINT 54 gereden. Deze reden in de kleuren van het OV-bureau van Sleeswijk-Holstein, NAH.SH.

### Locomotieven
Voor de exploitatie van de Marschbahn (Hamburg-Altona - Westerland) werden meerdere locomotieven met rijtuigen aangeschaft, waarvan enkele al voor NOB is dienst waren.
De NOB had vier dieselelektrische MaK DE 2700 van Vossloh gehuurd. Drie dieselelektrische Eurorunner 20 (DE 2000-01 - 2000-03) reden tot de nieuwe dienstregeling van 2016 (december 2015) bij NOB, maar deze locomotieven zijn overgegaan naar Transdev-zustermaatschappij Mitteldeutsche Regiobahn in Saksen. Tevens had de NOB meerdere ER20-locomotieven van Siemens Dispolok gehuurd, welke aan Beacon Rail Leasing Limited zijn verkocht. Drie andere ER20-locomotieven (2016 041 - 2016 043) zijn tot oktober 2006 van de ÖBB gehuurd. Vier elektrische locomotieven Baureihe 146.2 (146 519 - 146 522) werden eveneens door NOB aangeschaft, maar deze worden tegenwoordig binnen het Transdev-concern ingezet als goederenlocomotieven.
Twee locomotoren Köf III (355 106 en 143), gehuurd van northrail GmbH, zorgen voor rangeerwerkzaamheden bij het onderhoudsbedrijf in Husum.
In 2015 werden 15 nieuwe dieselelektrische locomotieven van het type TRAXX P160 DE ME geleverd, die door de concessieverlener aangeschaft zijn en aan de exploitant van de Marschbahn worden uitgeleend. De eigenaar van de locomotieven is paribus-groen, ze worden onderhouden door northrail GmbH en de NOB heeft er tot 2016 mee gereden. De locomotieven rijden onder de nummers 245 201 tot 245 215 en zijn geschilderd in de kleuren van de concessieverlener NAH.SH.
Wegens een constructiefout raakte de nieuwe locomotieven snel oververhit. Tot begin juni 2016 moesten de locomotieven vaak op de vrije baan stoppen totdat de transformatoren waren afgekoeld.

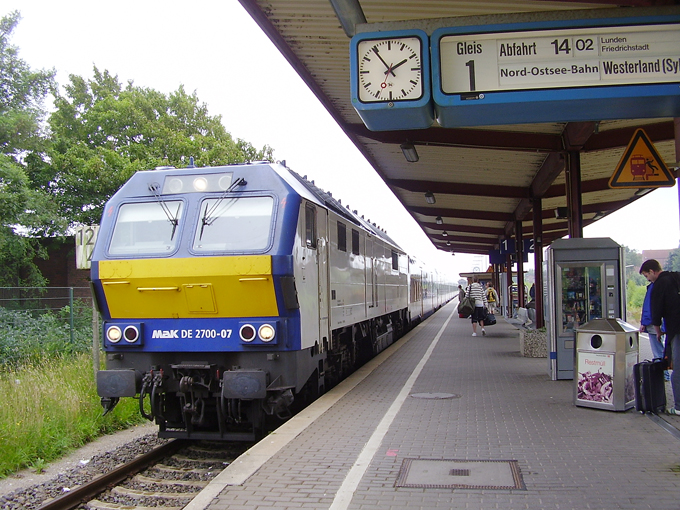
DE 2700 trekt een NOB Marschbahn-Express (2007)
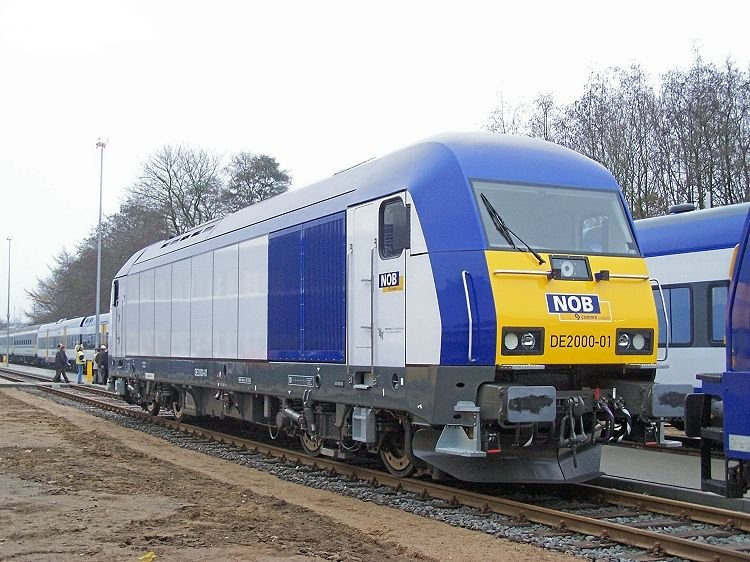
DE2000-01 van de Nord-Ostsee Bahn bij het onderhoutsbedrijf Husum (2005)
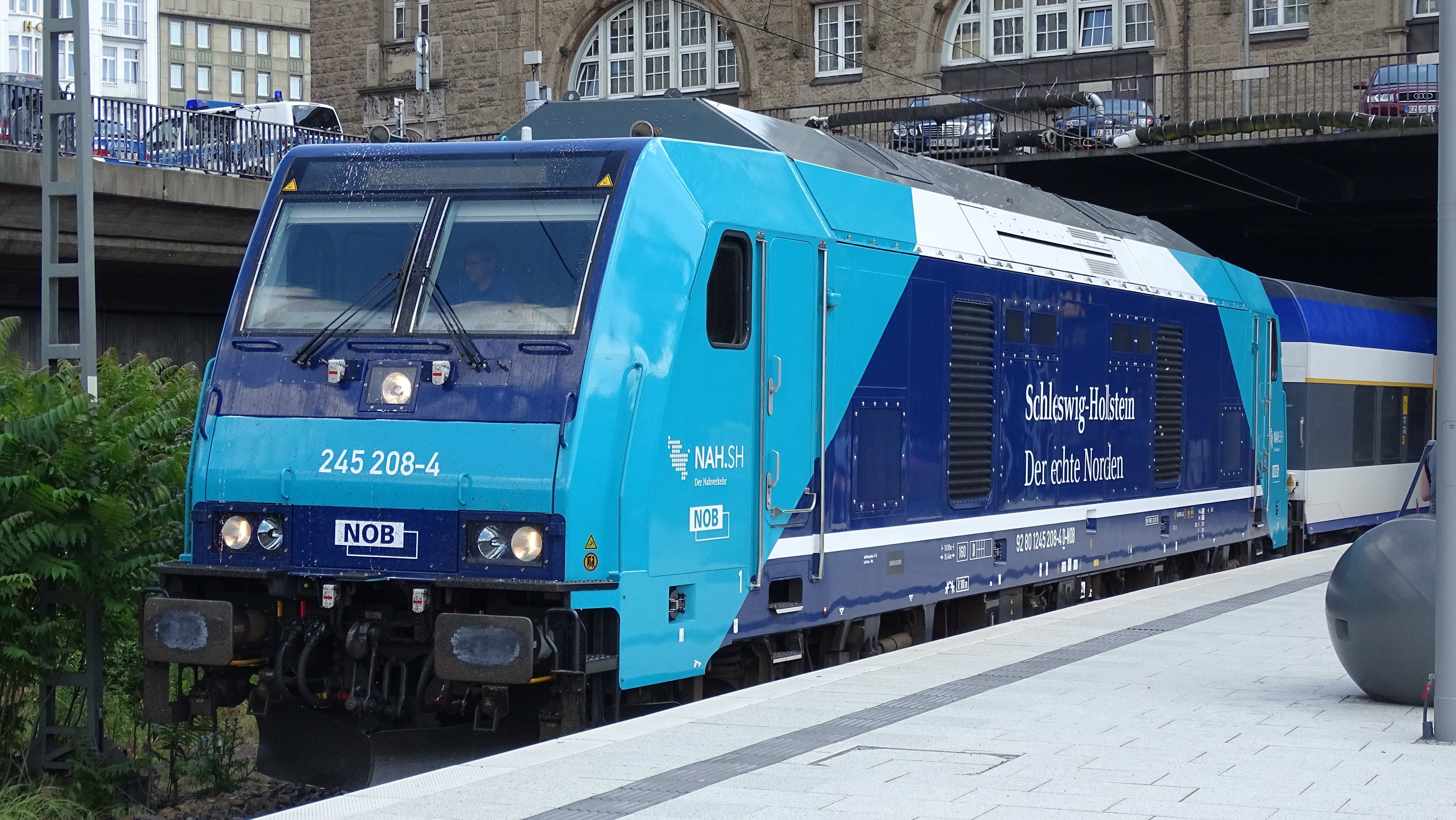
Baureihe 245 in Hamburg Hbf klaar om te vertrekken naar Westerland (2016)

### Personenrijtuigen
De NOB beschikte over in totaal 110 spoorwegrijtuigen. Daarvan waren 90 rijtuigen (de zogenaamde "Married-Pair-Wagen") van HSH N Sylt-Express AB, een dochter van de HSH Nordbank uit Stockholm, die speciaal voor de Marschbahn zijn geleased. In juni 2012 werd de materieelpool aanbesteed, omdat de leasemaatschappij zich uit de onderneming wilde terugtrekken. De deelstaat Sleeswijk-Holsteind had voor deze rijtuigen een inzetgarantie van 19 jaar gegeven, daarom moest DB Regio, als opvolger van NOB, het leasecontract overnemen. Alle 90 Married-Pair-Wagen zijn gelijktijdig door schade aan de koppelingen aan de kant gezet. De overige 20 rijtuigen, van de voormalige Flensburg-Express van de voormalige InterConnex 3, staan nog ter beschikking.

#### Flensburg-Express-Wagen
De Flensburg-Express-rijtuigen waren tot de dienstregeling 2006 in dienst tussen Hamburg en Padborg (DK). Het treinverkeer op deze lijn werd in 2003 door de NOB overgenomen en geldt als reden voor het stoppen van de InterConnex 3, doordat de rijtuigen voor de Flensburg-Express ingezet zouden worden. Tot 1 november 2015 reden ze af en toe op de Marschbahn en verlengde de 6 Married-Pair-Wagen tot 10 rijtuigen en werden als reserve ingezet bij versterkingstreinen. Het waren rijtuigen van het type UIC-Z-Abteilwagen en Großraum-Steuerwagen. Bij de dienstregeling van 2016 werden de rijtuigen samen met locomotieven van het type Baureihe 223 tussen Leipzig en Chemnitz ingezet.

#### Married-Pair-Wagen
Voor het reizigersverkeer op de Marschbahn werd bij Bombardier Transportation 90 zogenaamde Married-Pair-Wagen aangeschaft. Aan deze naam is een bijzonder treinsamenstellingsconcept verbonden, waarbij het bij elke treinstam om een vast treinpaar gaat. De treinstam kan worden samengesteld met een middenrijtuig zonder voorzieningen, middenrijtuig met voorzieningen, verbindingsrijtuig of eindrijtuig en een stuurstandrijtuig. Doordat aan het uiteinde van de trein in ieder geval een stuurstandrijtuig en een verbindingsrijtuig bestaat de kleinste treinstam uit vier rijtuigen (stuurstand-, twee midden- en een verbindingsrijtuig). Daartussen kan de trein verlengd worden met een extra middenrijtuig. De meeste treinstammen bij de NOB bestaan uit zes rijtuigen.
Het middenrijtuig met voorzieningen heeft een toilet in het multifunctionele gedeelte met klapstoelen. Het andere middenrijtuig heeft hetzelfde multifunctionele gedeelte maar dan zonder toilet. Het stuurstandrijtuig en het middenrijtuig hebben allen alleen de tweede klas. De rijtuigen zijn onderling met gewone koppeling met elkaar verbonden terwijl het speciale verbindingsrijtuig en het stuurstandrijtuig over een schroefkoppeling zijn voorzien. In het verbindingsrijtuig bevindt zich er een dienstruimte voor de (hoofd)conducteur evenals de eerste klas. De rijtuigen zijn technisch een enkeldekse variant van de door Bombardier gebouwde dubbeldeksrijtuigen. De NOB is de enige spoorwegmaatschappij die deze rijtuigen gebruikte.
De Nord-Ostsee-Bahn moest in de ochtend van 11 november 2016 alle 90 rijtuigen controleren doordat bij een van de rijtuigen de koppeling gebroken was. Bij de helft van de rijtuigen waren beschadigde koppelingen aangetroffen. Ter vervanging werd DB-materieel ingezet en daarnaast ook een aantal bussen.

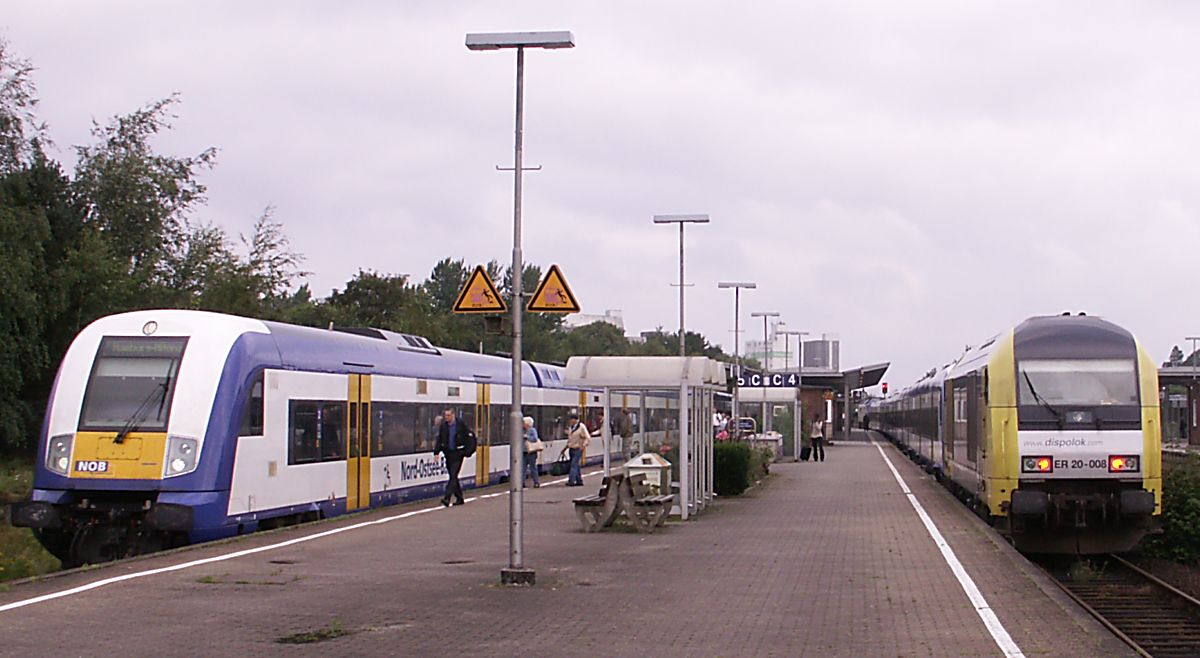
Married-Pair-Stuurstandrijtuig (links) in station Husum (2007)
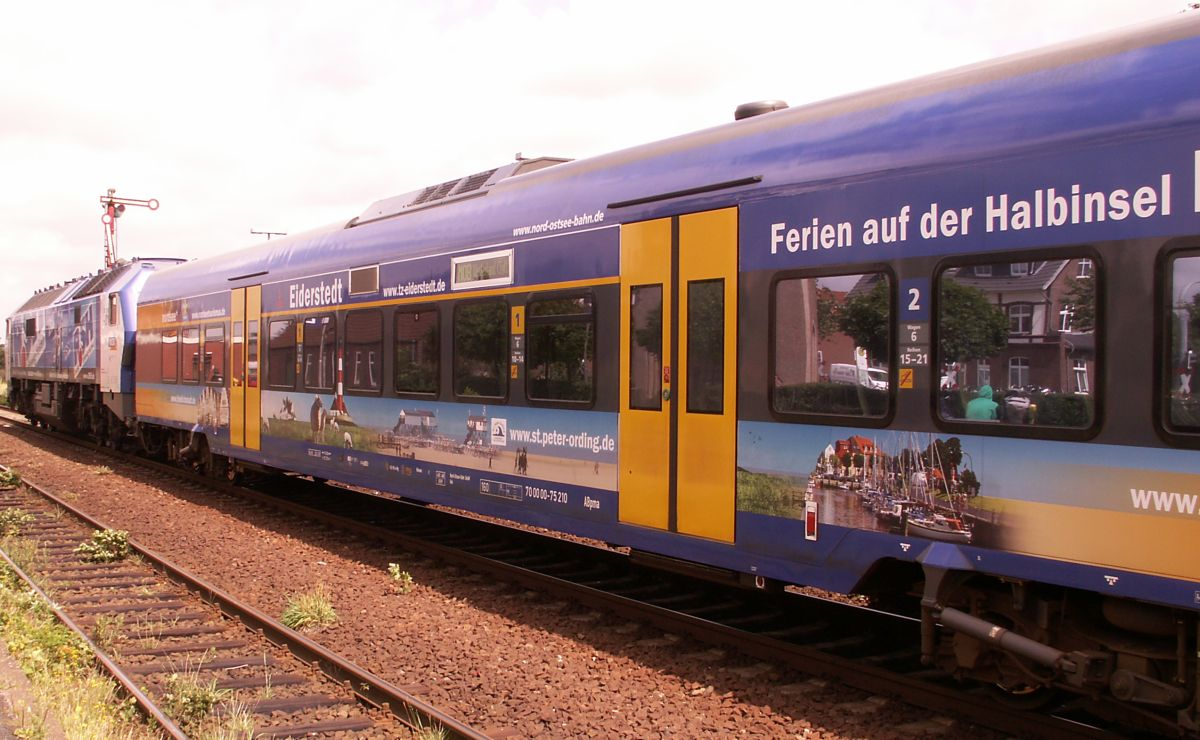
Married-Pair-Verbindingsrijtuig in station Niebüll (2007)
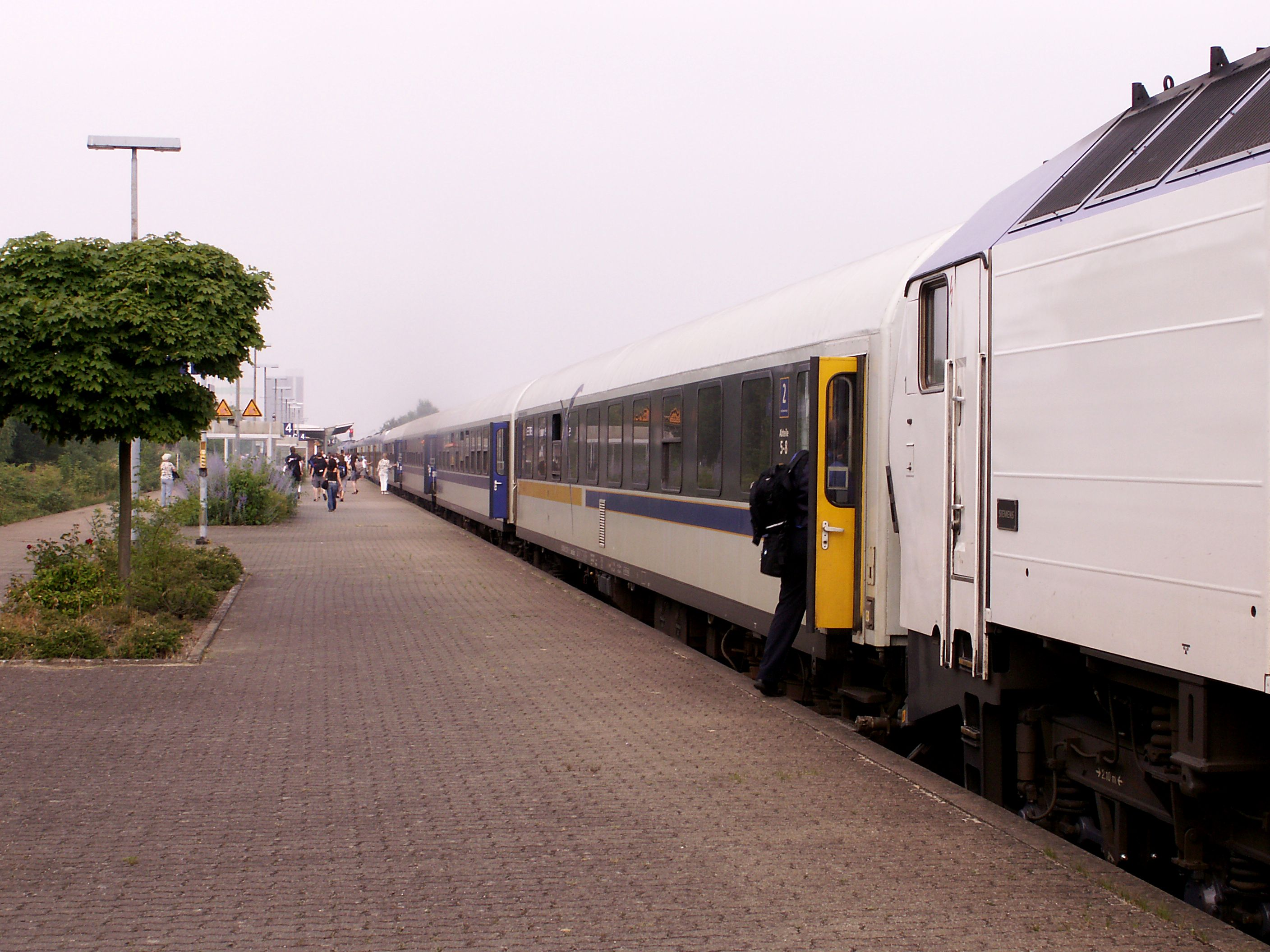
Trein van der NOB met voormalige FLEX-rijtuigen in Husum (2007)
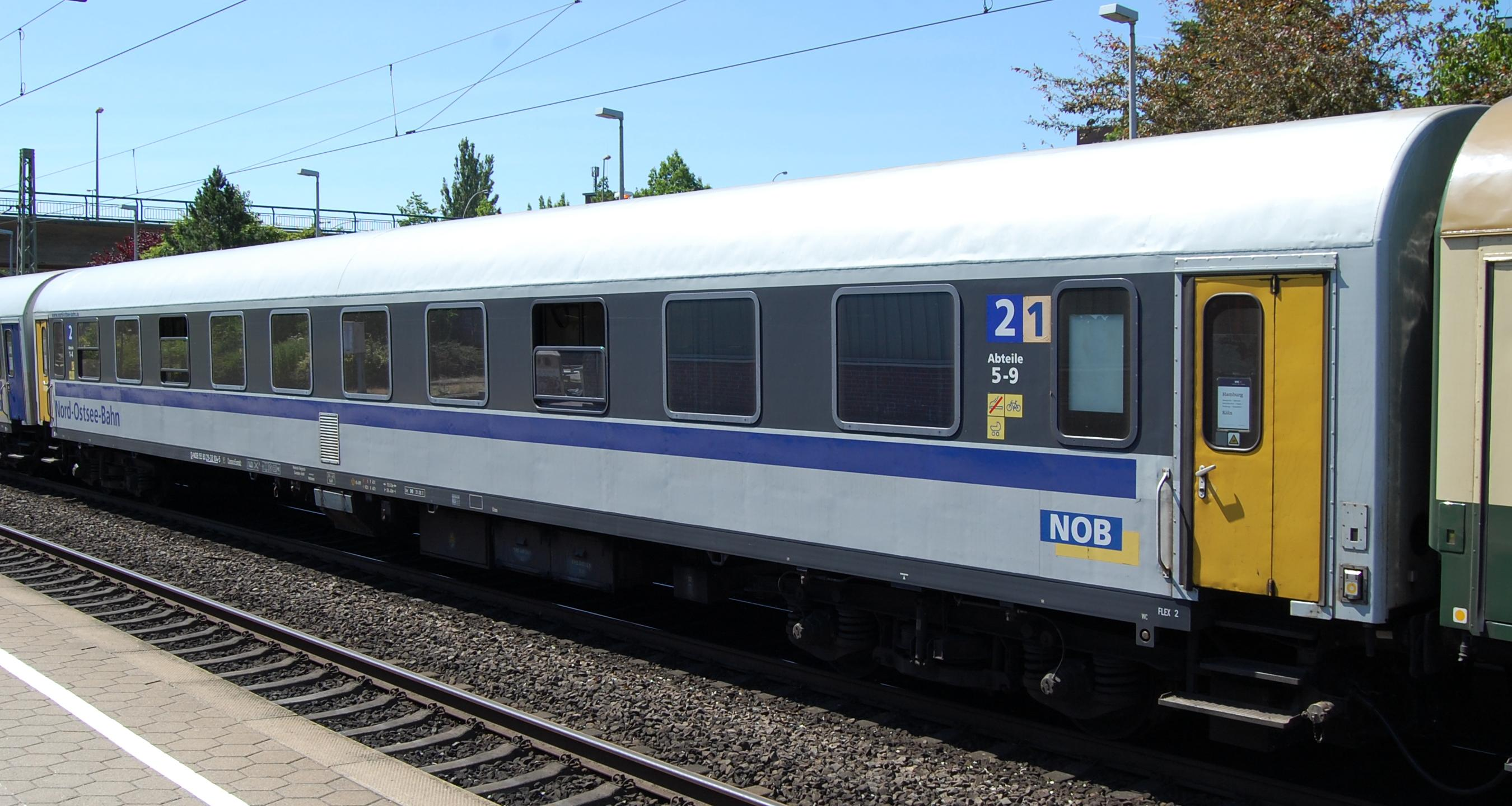
FLEX-rijtuig (2013)